# Јулијана Никомедијска
Света Јулијана је хришћанска светитељка.
Рођена је у Никомидији од родитеља незнабожаца. Када је чула јеванђелску проповед, она се преобратила у хришћанство. Неки римски сенатор Елевсије је био њен вереник. Да би га одвратила од себе, Јулијана му је рекла, да се неће удати за њега ако не буде постао епарх тога града. То му је предложила мислећи да никада неће постати епарх. Међутим Елевсије се потрудио и постао епарх никомидијски. Јулијана му је тада открила, да је она хришћанка, и да не може ступити са њим у брак, док он не прими њену веру. Елевсије се тада изнервирао и оптужио је њеном оцу. Отац ју је критиковао и тукао, па је онда предао епарху на мучење. Епарх је нареди да је туку, па је онда сву израњавану и искрвављену одвео у тамницу. У хришћанској традицији се спомиње да ју је Исус Христос исцелио у тамници, и она је изашла пред епарха потпуно здрава. Епарх ју је потом бацио у зажарену пећ, међутим ватра јој није наудила. Видећи то чудо, многи су поверовали у Исуса Христа. У хришћанство је прешло пет стотина мушкараца и стотину тридесет женских. Све њих је епарх осудио на смрт и наредио да их посеку мачем. Тада је епарх осудио и Јулијану на посечење мачем. Јулијана је изашла на губилиште, помолила се Богу на коленима и ставила главу на пањ. Глава јој је одсечена 304. године. У хришћанској традицији се спомиње да је Елевсија убрзо стигла Божја казна и да му се на мору разбила лађа. Међутим он се није удавио него испливао на неко острво, где су га пси растргли и појели.
Српска православна црква слави је заједно са 630 мученика 21. децембра по црквеном, а 3. јануара по грегоријанском календару.